# HooNaRa
Hooligans Nazis Rassisten (HooNaRa) ist eine Hooligan-Gruppierung um den Fußballklub Chemnitzer FC, die seit Anfang der 1990er Jahre aktiv ist.

## Geschichte
HooNaRa wurde Anfang der 1990er von Thomas Haller (1965–2019) gegründet, der gleichzeitig den Ordnerdienst CFC Security betrieb. Bereits der Name legt eine physische Gewalt suchende, rassistische, rechtsextremistische, neonazistische Grundausrichtung der Hooligan-Gruppierung nahe. Dementsprechend waren die Anhänger und Mitglieder der Vereinigung Ziel verschiedener polizeilicher Ermittlungen in den 1990er Jahren. Etwa einmal im Monat fuhr die Gruppierung zu diversen Kämpfen im Hooligan-Milieu. Eine Tatbeteiligung konnte einem der Mitglieder beim Mord an Patrick Thürmer in Oberlungwitz bei Chemnitz nachgewiesen werden. 2007 löste sich CFC Security von Haller, da dessen Äußerungen gegenüber dem Fußball-Magazin Rund als vereinsschädigend angesehen wurden. Kurz darauf bekam HooNaRa Stadionverbot.
Haller wurde als Führungsfigur zunächst vom Kampfsportler Rico Malt abgelöst. Dieser starb 2007, seitdem gilt die Gruppierung offiziell als aufgelöst. Sie existiert aber weiter als loser Verbund von etwa 20 bis 30 Personen, den der Verfassungsschutz Sachsen weiterhin beobachtet. Gegenüber dem Journalisten Steffen Dobbert äußerte sich Haller dementsprechend: „Eigentlich gibt es ‚HooNaRa‘ nicht mehr, andererseits sind wir in einer halben Stunde da.“